# Zátvor (Zálezlice)
Zátvor (německy Sawtor) je vesnice, část obce Zálezlice v okrese Mělník ve Středočeském kraji. Někdejší ves v těsném západním sousedství Zálezlic dnes s vlastními Zálezlicemi stavebně zcela splývá a tvoří jednu základní sídelní jednotku Zálezlice. Při sčítání lidu roku 2001, tedy ještě před povodní, jež obec výrazně poznamenala, připadalo na Zátvor 27 domů se 73 obyvateli.

## Historie
První písemná zmínka o vesnici pochází z roku 1275 (in villa Zathor).

## Obyvatelstvo
| Rok            | 1869 | 1880 | 1890 | 1900 | 1910 | 1921 | 1930 | 1950 | 1961 | 1970 | 1980 | 1991 | 2001 | 2011 | 2021 |
| -------------- | ---- | ---- | ---- | ---- | ---- | ---- | ---- | ---- | ---- | ---- | ---- | ---- | ---- | ---- | ---- |
| Počet obyvatel | 193  | 188  | 206  | 193  | 191  | 179  | 133  | 85   | 116  | 105  | 78   | 64   | 73   | 52   | 42   |
| Počet domů     | 29   | 29   | 30   | 29   | 33   | 33   | 32   | 32   | 32   | 29   | 23   | 29   | 27   | 17   | 18   |

## Další fotografie

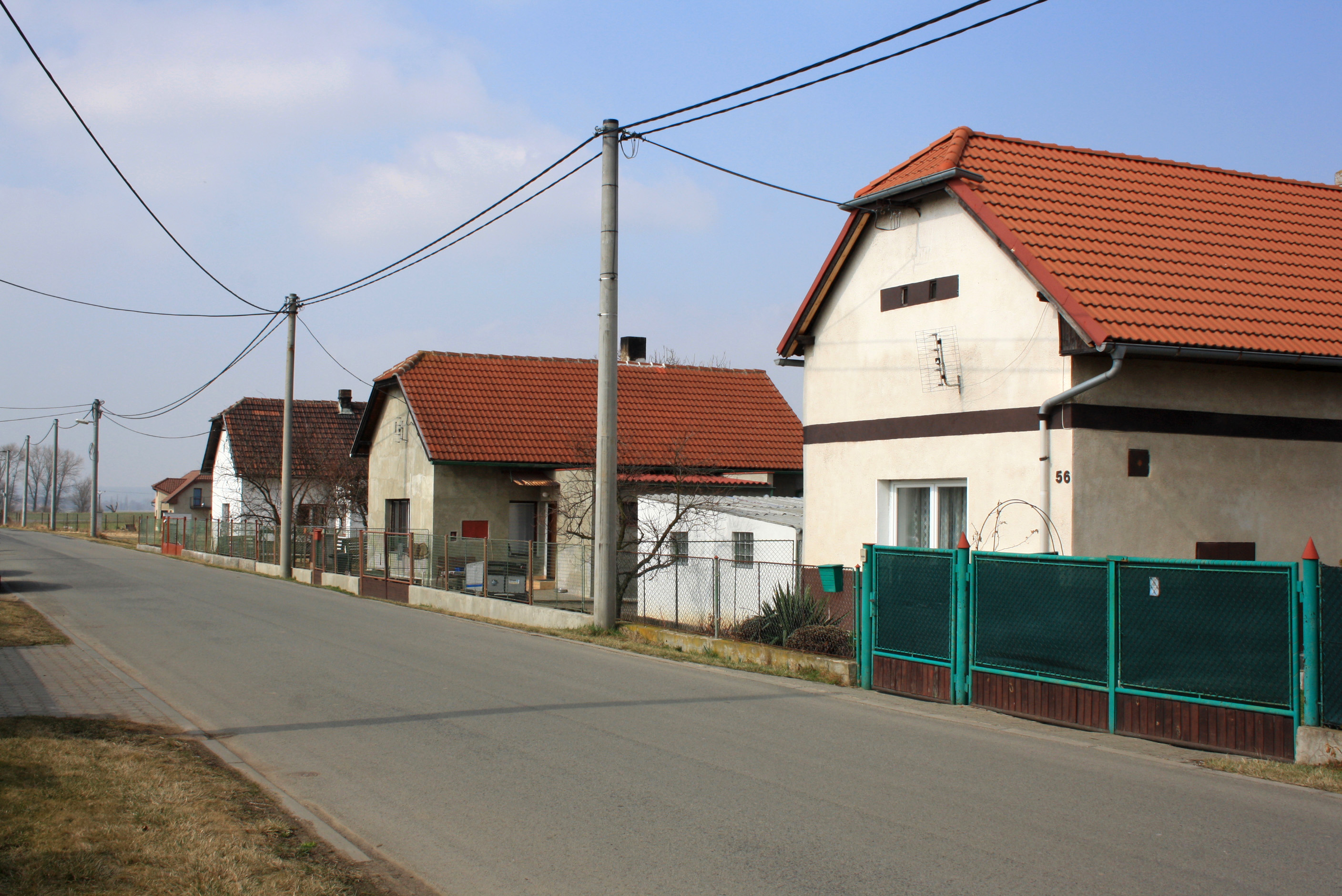
Domy u hlavní silnice
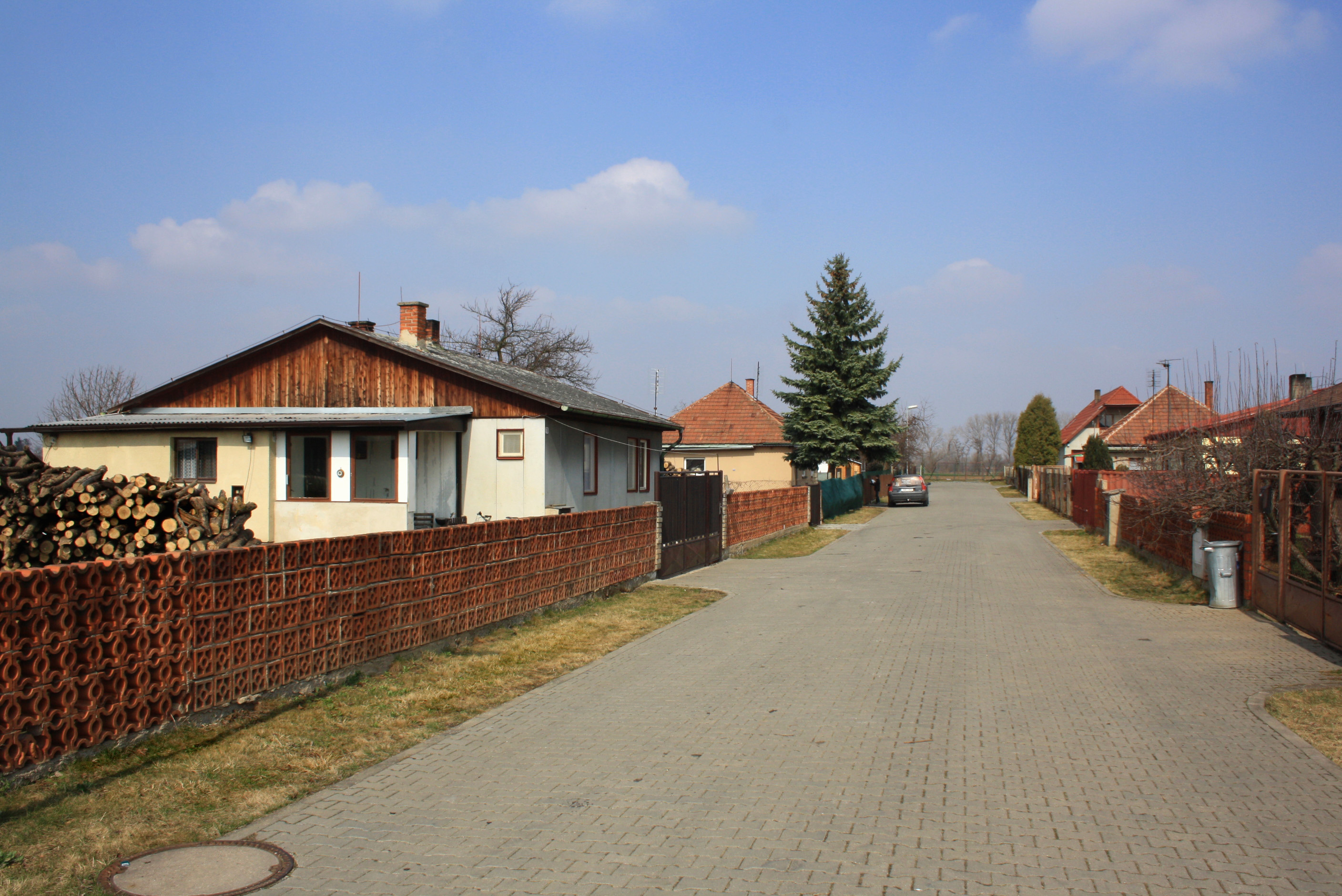
Západní část obce